# Брукс, Аарон (борец)
Аарон Маркел Брукс (англ. Aaron Marquel Brooks; 15 июня 2000, Хейгерстаун, Мэриленд, США) — американский  борец вольного стиля, также занимался студенческой борьбой, бронзовый призёр летних Олимпийских игр 2024 года.

## Спортивная карьера
В студенческой борьбе Брукс является четырехкратным чемпионом Национальной ассоциации студенческого спорта и четырехкратным чемпионом конференции Big Ten Университета штата Пенсильвания. В сентябре 2017 года в Афинах, одолев в финале россиянина Арсамага Хостикоева, стал победителем Первенства мира среди кадетов. В августе 2018 года Брукс, уступив в финале Хаято Исигуро из Японии, завоевал серебряную медаль чемпионата мира среди юношей до 20 лет, который прошёл в словацкой Трнаве. В январе 2019 года он дебютировал на взрослом турнире, выиграв Мемориал Дэйва Шульца в Колорадо-Спрингс. В августе 2019 года он принял участие на чемпионате мира среди юниоров в Таллине, в котором уступил будущему медалисту Абубакру Абакарову из Азербайджана. В апреле 2024 года выиграл у своего соотечественника действующего Олимпийского чемпиона Дэвида Тейлора две схватки на отборочных олимпийских соревнованиях по борьбе в США и получил возможность выступить на Олимпиаде 2024 года в Париже.